# Javohir Sindarov
Javohir Sanjarbekovich Sindarov (ur. 8 grudnia 2005 w Taszkencie) – uzbecki szachista, arcymistrz od 2019 roku.

## Życiorys
Urodził się 8 grudnia 2005 roku w Taszkencie. W 2017 roku zdobył tytuł mistrza międzynarodowego, a dwa lata później został arcymistrzem. W 2019 i 2021 roku został mistrzem Uzbekistanu. W lutym 2023 roku osiągnął najwyższy ranking szachowy, który wyniósł 2661 punkty.